# کلود-لئون مسکو
کلود-لئون مَسکو (فرانسوی: Claude-Léon Mascaux‎; ۱۳ ژوئن ۱۸۸۲ – ۸ مارس ۱۹۶۵) مجسمه‌ساز اهل فرانسه بود.
از افتخارات وی میتوان به کسب مدال برنز مجسمه‌سازی در بخش مسابقات هنری بازی‌های المپیک تابستانی ۱۹۲۴ اشاره کرد.